# 6747 Ozegahara
6747 Ozegahara eller 1995 UT3 är en asteroid i huvudbältet som upptäcktes den 20 oktober 1995 av den japanska astronomen Takao Kobayashi vid Ōizumi-observatoriet. Den är uppkallad efter Ozegahara.
Asteroiden har en diameter på ungefär 14 kilometer.